# AC Praag
AC Praag was een Tsjechische sportclub uit de hoofdstad Praag.

## Geschiedenis
De club werd in 1891 als eerste sportclub in Bohemen opgericht. Voetbal werd pas later gespeeld, volgens sommige bronnen sinds 1893 en volgens anderen sinds 1895. De club beschikte niet altijd over een eigen stadion.
In 1893 splitsten ontevreden leden zich van de club af en vormden de nieuwe club AC Vinohrady, die zou uitgroeien tot het oppermachtige AC Sparta Praag.
In het voorjaar van 1896 nam AC aan het allereerste kampioenschap van Bohemen deel en speelde op 22 maart de eerste officiële wedstrijd in Bohemen. Tegenstander was ČFK Kickers. Bij een 1-0-voorsprong voor de Kickers verlieten de spelers het veld uit protest tegen de scheidsrechter en ze kwamen niet terug. De volgende wedstrijd tegen Slavia verloor de club met 0-5 en het kampioenschap werd beëindigd met 0 punten op de vierde en laatste plaats.
Bij het tweede kampioenschap in de herfst van 1896 verloor de club met duidelijke 0-11 cijfers van DFC Praag en 0-6 van Sparta. Slavia kwam niet opdagen waardoor AC hierdoor twee punten toegekend kreeg en daardoor derde in de eindstand werd.
In 1898 namen enkel Slavia en AC deel aan het kampioenschap en AC verloor met 2-0. Het volgende jaar moest de club verstek laten gaan vanwege spelersgebrek.
In 1901 was de club medeoprichter van de Boheemse voetbalbond. Het volgende jaar nam de club nog eens deel aan het kampioenschap, maar zonder succes. Datzelfde jaar hield de voetbalafdeling van de club op met bestaan.